# Gare de Lens (Belgique)
Pour les articles homonymes, voir Gare de Lens.
La gare de Lens est une gare ferroviaire belge de la ligne 90, de Denderleeuw à Jurbise, située à proximité du centre de la commune de Lens dans la province de Hainaut en Région wallonne.
Elle est mise en service en 1847. C'est une halte ferroviaire de la Société nationale des chemins de fer belges (SNCB) desservie par des trains Omnibus (L) et d'Heure de pointe (P).

## Situation ferroviaire
Établie à 66 mètres d'altitude, la gare de Lens est située au point kilométrique (PK) 3,500 de la ligne 90, de Denderleeuw à Jurbise, entre les gares ouvertes de Cambron-Casteau et de Jurbise.

## Histoire
La station de Lens est mise en service, le 20 septembre 1847 par la Société anonyme des chemins de fer de Tournay à Jurbise et de Landen à Hasselt, lors de la mise en service de la section de Jurbise à Ath, pour le compte de l'État belge.
Peu de choses sont connues à propos du premier bâtiment des recettes, construit en 1847 et complété en 1861 par une halle à marchandises annexée au bâtiment de la gare. 
Fin 187, est procédée à l'adjudication de la construction du nouveau bâtiment des recettes, estimé à 20 945,38 francs. Comme la plupart des gares de cette ligne, c'est un bâtiment standard du plan type 1881. Plusieurs variantes de ce type de gare ont été construites et la gare de Lens est de la variante avec une aile sous bâtière de trois travées disposée à gauche, construite en 25 exemplaires. Cette gare possédait une marquise de verre recouvrant les trois travées de l’aile accueillant la salle d’attente. À proximité de cette aile se trouvait une halle à marchandises et la cour à marchandises.
Cette seconde gare n’a pas survécu jusqu’à aujourd’hui et la gare de Lens ne comporte à l’heure actuelle plus de bâtiment des voyageurs.

## Service des voyageurs

### Accueil
Halte SNCB, c'est un point d'arrêt non géré (PANG) à accès libre.

### Desserte
Lens est desservie par des trains Omnibus (L) et d’Heure de pointe (P) de la SNCB, qui effectuent des missions sur la ligne commerciale 90 (voir brochure SNCB,).
En semaine, la desserte est constituée de trains L reliant toutes les heures Grammont à Mouscron via Ath.
Quelques trains supplémentaires (P) se rajoutent en heure de pointe :
- le matin, un train P dans chaque sens, entre Ath et Mons ;
- vers midi, un train P d'Ath à Jurbise, uniquement le mercredi ;
- l'après-midi, deux trains P d'Ath à Tournai, via Mons, un train P de Mons à Grammont et train P de Mons à Ath.

Les week-ends et jours fériés, seuls circulent des trains L de Grammont à Quévy, via Ath et Mons, au rythme d'un par heure.

### Intermodalité
Un parc pour les vélos et un parking pour les véhicules y sont aménagés.

## Comptage voyageurs
Ce graphique et tableau montre le nombre de voyageurs embarquant en moyenne durant la semaine, le samedi et le dimanche.
| Nombre de passagers qui embarquent à la gare de Lens | Nombre de passagers qui embarquent à la gare de Lens | Nombre de passagers qui embarquent à la gare de Lens | Nombre de passagers qui embarquent à la gare de Lens |
|                                                      | Semaine                                              | Samedi                                               | Dimanche                                             |
| ---------------------------------------------------- | ---------------------------------------------------- | ---------------------------------------------------- | ---------------------------------------------------- |
| 1977                                                 | 258                                                  | 49                                                   | 35                                                   |
| 1978                                                 | 196                                                  | 36                                                   | 20                                                   |
| 1979                                                 | 220                                                  | 38                                                   | 18                                                   |
| 1980                                                 | 155                                                  | 39                                                   | 33                                                   |
| 1981                                                 | 160                                                  | 44                                                   | 29                                                   |
| 1982                                                 | 205                                                  | 12                                                   | 9                                                    |
| 1983                                                 | 181                                                  | 12                                                   | 8                                                    |
| 1984                                                 | 215                                                  | 26                                                   | 21                                                   |
| 1985                                                 | 227                                                  | 53                                                   | 41                                                   |
| 1986                                                 | 185                                                  | 44                                                   | 37                                                   |
| 1987                                                 | 247                                                  | 46                                                   | 33                                                   |
| 1988                                                 | 241                                                  | 35                                                   | 31                                                   |
| 1989                                                 | 221                                                  | 42                                                   | 19                                                   |
| 1990                                                 | 151                                                  | 15                                                   | 13                                                   |
| 1991                                                 | 221                                                  | 35                                                   | 32                                                   |
| 1992                                                 | 212                                                  | 34                                                   | 24                                                   |
| 1993                                                 | 244                                                  | 37                                                   | 28                                                   |
| 1994                                                 | 246                                                  | 40                                                   | 25                                                   |
| 1995                                                 | 195                                                  | -                                                    | -                                                    |
| 1996                                                 | 222                                                  | 27                                                   | 32                                                   |
| 1997                                                 | 191                                                  | 21                                                   | 26                                                   |
| 1998                                                 | 201                                                  | 24                                                   | 25                                                   |
| 1999                                                 | 147                                                  | 32                                                   | 17                                                   |
| 2000                                                 | 180                                                  | 22                                                   | 22                                                   |
| 2001                                                 | 236                                                  | 24                                                   | 18                                                   |
| 2002                                                 | 205                                                  | 17                                                   | 24                                                   |
| 2003                                                 | 192                                                  | 25                                                   | 16                                                   |
| 2004                                                 | 157                                                  | 24                                                   | 20                                                   |
| 2005                                                 | 184                                                  | 36                                                   | 28                                                   |
| 2006                                                 | 200                                                  | 26                                                   | 38                                                   |
| 2007                                                 | 183                                                  | 32                                                   | 12                                                   |
| 2008                                                 | -                                                    | -                                                    | -                                                    |
| 2009                                                 | 171                                                  | 32                                                   | 20                                                   |
| 2010                                                 | -                                                    | -                                                    | -                                                    |
| 2011                                                 | -                                                    | -                                                    | -                                                    |
| 2012                                                 | 172                                                  | 61                                                   | 16                                                   |
| 2013                                                 | 208                                                  | 16                                                   | 19                                                   |
| 2014                                                 | 211                                                  | 20                                                   | 26                                                   |
| 2015                                                 | 125                                                  | 38                                                   | 13                                                   |
| 2016                                                 | 154                                                  | 22                                                   | 13                                                   |
| 2017                                                 | 147                                                  | 30                                                   | 24                                                   |
| 2018                                                 | 119                                                  | 41                                                   | 29                                                   |
| 2019                                                 | 177                                                  | 46                                                   | 28                                                   |
| 2020                                                 | 114                                                  | 18                                                   | 19                                                   |
| 2021                                                 | -                                                    | -                                                    | -                                                    |
| 2022                                                 | 177                                                  | 46                                                   | 28                                                   |
| 2023                                                 | 268                                                  | 141                                                  | 107                                                  |
| 2024                                                 | 271                                                  | 88                                                   | 91                                                   |